# Velká Vzinga
Velká Vzinga (rusky Большая Взинга, Большая Визенга nebo Визинга, komi-permjacky Визин) je řeka v Komiské republice v Rusku. Je dlouhá 167 km. Povodí řeky je 1970 km².

## Průběh toku
Ústí zleva do Sysoly (povodí Vyčegdy).

## Vodní režim
Zdroje vody jsou smíšené s převahou sněhových srážek.